# チャールズ・クロムブ
チャールズ・クロムブ (Charles A. Coulombe, 1960年11月8日 - ) は、アメリカのカトリックの作家・講師。彼は君主主義についての執筆と支持で知られている。

## 人物
チャールズ・クロムブは、1960年の8月にマンハッタンで生まれた。両親は俳優だったが、家族はカリフォルニア州ハリウッドに引っ越し、当時有名なテレビサイキックであったエド・ウッドと出会ったアメージング・クリズウェルの所有するアパートに住んでいた。 ロサンゼルス地域の私立学校と公立学校が混在し、ニューメキシコ軍事研究所とカリフォルニア州立大学ノースリッジ校に通い、政治学を専攻した。
"The Sunset Strip"でスタンダップコメディとして三年間を過ごした後、クロムブは彼の最初の本"Everyman Today Call Rome"を執筆した。30歳未満の視点からアメリカのカトリック教会を見てください。 1990年、彼の詩のいくつかはホワイトコッケードに掲載された。クロムブの作品は、オーストラリアのフィデリティ、ロンドンのプラグ、カナダのモナーキー、ルイジアナのクレオールの定期的なコラムを含む20以上の雑誌に掲載されていた に貢献できるエディタ、通常の映画評国カトリックの登録、また、頻繁に貢献などの出版物としてのカトリックヘラルド、サクセス (雑誌)、カトリック・ツイン・サークル、フェーテ (雑誌)、ニュー・オックスフォード・レビュー。
アメリカ、カナダ、オーストラリア、ニュージーランドでは、宗教、政治、歴史、文学のさまざまなトピックに関する講義が行われている。 1992年、イギリスのオックスフォード大学で講演。 1993年にはアイルランド、スコットランド、イングランドの講義ツアーに着手した。 翌1995年にはオックスフォード大学とケンブリッジ大学で講演を行った。 クロムブは南カリフォルニア大学でロックンロールの歴史について繰り返し講義し、クリーブランドのジョンキャロル大学で中世の君主制について講義した。 彼はすべてのもののカトリック、特に教皇の歴史にメディアコンサルタントとして行動してきた。ウィリアム・L・ビアサックと並んで、クロムブはカリフォルニア州アルハンブラの聖テレーズ教会で定期的にカトリックの宗教に関する様々な事柄について。